# فرانز أيجنر
فرانز أيجنر (بالألمانية: Franz Aigner)‏ هو لاعب كرة قدم نمساوي في مركز الوسط، ولد في 14 سبتمبر 1967 في سانت جوهان إم بونجاو ‏ في النمسا. شارك مع منتخب النمسا لكرة القدم. أما مع النوادي، فقد لعب مع ريد بول سالزبورغ وشتورم غراتس ونادي كارنتين.

## وصلات خارجية
- فرانز أيجنر على موقع الاتحاد الدولي (مؤرشف)  (الإنجليزية)
- فرانز أيجنر على موقع الاتحاد الأوربي (الإنجليزية)
- فرانز أيجنر على موقع قاعدة بيانات كرة القدم.إي يو (الإنجليزية)
- فرانز أيجنر على موقع ناشيونال فوتبول تيمز (الإنجليزية)
- فرانز أيجنر على موقع Soccerway.com (الإنجليزية)
- فرانز أيجنر على موقع عالم كرة القدم.نت (الإنجليزية)